# Johnny Two Shoes
Johnny Two Shoes (vaak geschreven als JohnnyTwoShoes of JTS) is een Londense spelontwikkelingsstudio gerund door Maxwell en Joshua Scott-Slade. Johnny Two Shoes ontwikkelt Flash games, maar ook games voor de iPhone, iPod Touch en iPad. Tot nog toe heeft Johnny Two Shoes 17 Flash games en één game voor de iPhone. De studio heeft diverse onderscheidingen gekregen voor hun werk.

## Geschiedenis
Johnny Two Shoes werd opgericht als portfolio voor Joshua Scott-Slade. Later werd Johnny Two Shoes niet meer beschouwd als portfolio, maar als Adobe Flash gamesite met het werk van Joshua Scott-Slade, met later ook de hulp van Maxwell Scott-Slade, de broer van Joshua. Met een scorebord, medailles die spelers kunnen verdienen door het spelen van games, een blog waar gebruikers feedback kunnen plaatsen en een forum streefden de gebroeders Scott-Slade naar het verkrijgen van een volwaardige community.

## Flashgames

### Thermostorm
Thermostorm was de eerste game van Johnny Two Shoes, gemaakt door Joshua Scott-Slade en uitgebracht in de maand juli van 2007, vóór de werkelijke oprichting van Johnny Two Shoes. Je speelt een geheim agent die moet infiltreren in de basis van de vijand, ondersteund door een aantal vuurwapens.

### HighSpeedChase
HighSpeedChase (hogesnelheidsachtervolging) was de eerste game gemaakt door zowel Joshua als Maxwell en werd uitgebracht in augustus van datzelfde jaar. Hier is het de bedoeling dat de speler de achtervolging inzet op de wagen van een vijand, in het spel target genoemd, en hem van de baan de rijden tot hij total loss is. 

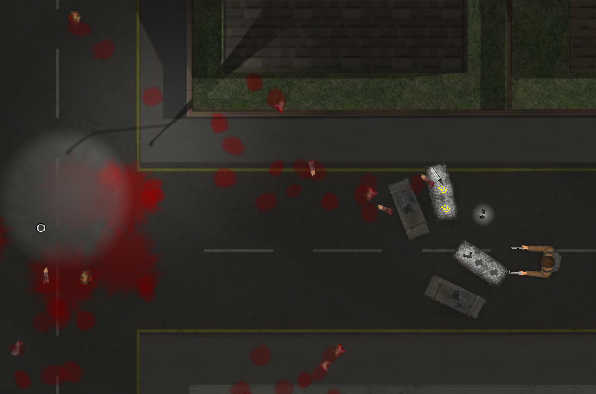
Gameplay uit het spel Comatose

### Comatose
In de maand november van 2007 kwam Comatose. De speler moet het opnemen tegen zombies terwijl hij moet proberen te ontsnappen.

### Attak
Attak kwam uit in februari 2008. De speler neemt het op tegen diverse vijanden in een een-tegen-een-gevecht. Attak kreeg een positieve review van de Amerikaanse website JayIsGames, wat ervoor zorgde dat het bezoekersaantal van Johnny Two Shoes steeg.

### A Bird's Journey
Twee maanden later, in april kwam de eerste game van Johnny Two Shoes zonder geweld, namelijk A Bird's Journey (de reis van een vogel). De speler bestuurt een vogel die onderdelen moet verzamelen voor zijn nest.

### Pirates Of JTS
In mei 2008 kwam Pirates Of JTS (piraten van JTS), waarbij JTS staat voor Johnny Two Shoes. Je speelt hier de geest van een oude piraat die de wind en het water moet besturen, terwijl de crew van het schip de eilanden berooft.

### Catch Of The Day
Catch Of The Day (vangst van de dag) is het zevende spel van Johnny Two Shoes dat uitkwam in de maand juni van 2008. De speler is een visser die zijn ervaring moet opbouwen door het vangen van zeldzame vissoorten.

### Banana Dash
Banana Dash, volledig Banana Dash World One (bananensprintwereld één) was de eerste van de Banana Dash-reeks en werd uitgebracht juli 2008. Je speelt een aapje in het circus dat alle bananen moet verzamelen binnen een opgelegde tijd. Banana Dash World One kreeg de Super Flash Game Friday award van MochiMedia.

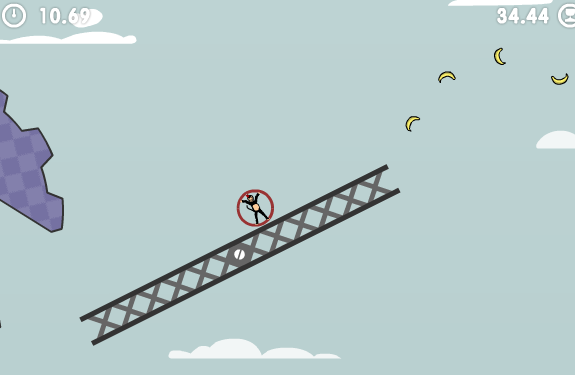
Gameplay uit het spel Banana Dash World Two

### Banana Dash 2
Banana Dash World Two is het vervolg van World One en kwam een maand later dan zijn voorganger. Het aapje zit nu in een wiel en moet nog steeds alle bananen zoeken. De gameplay lijkt een beetje op die van Sonic the Hedgehog. Banana Dash 2 kreeg de Flash Game Friday award van MochiMedia.

### Banana Dash 3
Nog een maand later, in september 2008, kwam het derde deel van de Banana Dash-reeks, namelijk Banana Dash World Three. Het aapje verlaat het circus en gaat in de ruimte op zoek naar bananen.

### SandStorm
SandStorm (zandstorm) was de eerste racegame van Johnny Two Shoes en kwam net zoals Banana Dash 3 uit in de maand september van 2008. De speler bestuurt een autootje waarmee hij tegen anderen moet racen in de woestijn. De engine die hier werd gebruikt, zou ook worden gebruikt in toekomstige games.

### The Heist
In oktober 2008 kwam twaalfde game van Johnny Two Shoes: The Heist (de overval). The Heist is gebaseerd op de engine van SandStorm. In The Heist is de speler een leider van een bende die diverse overvallen pleegt, en na een overval moet ontsnappen uit een achtervolging door de politie. The Heist is de eerste game in commerciële samenwerking met de website AddictingGames.

### The Great Sperm Race
In maart 2009 liep er op de Britse televisiezender Channel 4 een documentaire genaamd The Great Sperm Race (de grote sperma-race), zoals de naam verraadt gaat dit over de menselijke voortplanting. Johnny Two Shoes kreeg van Channel 4 de opdracht een spel voor deze documentaire te maken. De speler is een zaadcel die het moet opnemen tegen vele anderen in een race in het lichaam van de vrouw, terwijl er uitgelegd wordt waar de zaadcel zich momenteel bevindt en waarvoor dit orgaan dient. 

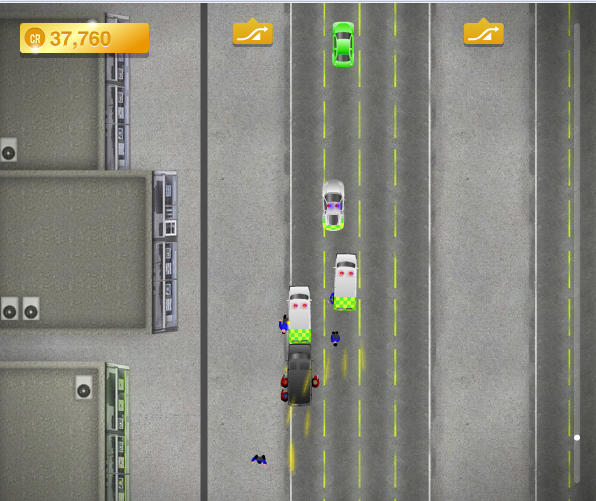
Gameplay uit het spel The Heist 2

### The Heist 2
Na het succes van The Heist, kwam The Heist 2 in de maand juli van 2009. De gameplay is veel uitgebreider dan zijn voorganger. De speler moet zelf zorgvuldig zijn bendeleden kiezen en de zorgen dat de overval niet uit de hand loopt. Ook hier moet de speler ontsnappen uit een achtervolging door de politie.

### Inside Nature's Giants
Na The Great Sperm Race nam Channel 4 in juli 2009 weer contact op met Johnny Two Shoes, dit keer voor de documentaire Inside Nature's Giants (binnenin de giganten van de natuur). De speler is een chirurg die alle organen van een zoogdier terug op de juiste plaats moet steken.

### Banana Dash 4
Banana Dash World Four is de vierde in de Banana Dash-reeks en werd uitgebracht in de maand oktober van 2009. Het aapje bevindt zich ditmaal in een gele onderzeeër om bananen te zoeken in de oceaan.

### HighSpeedChase 2
In januari 2010 kwam Johnny Two Shoes met de internetversie van HighSpeedChase 2, wat reeds voor de iPhone werd uitgebracht en is de meest recente internetgame van Johnny Two Shoes. De speler kruipt voor de tweede maal in de huid van een geheim agent en moet weer verschillende targets uitschakelen. Deze keer kan hij gebruikmaken van power-ups die hij onderweg kan vinden.

## Games voor deiPhone
Deze games zijn niet alleen voor de iPhone, maar ook voor de iPod Touch en iPad.

### HighSpeedChase
De iPhone-versie van HighSpeedChase. Hier is het de bedoeling dat de speler de achtervolging inzet op de wagen van een vijand, in het spel target genoemd, en hem van de baan de rijden tot hij total loss is.

#### HighSpeedChase 2
HighSpeedChase 2 voor de iPhone was gemaakt ter vervanging van HighSpeedChase. Bezitters van het originele spel konden gratis upgraden naar de nieuwe versie waar de speler diverse missies moet voltooien en targets moet uitschakelen met behulp van power-ups. 

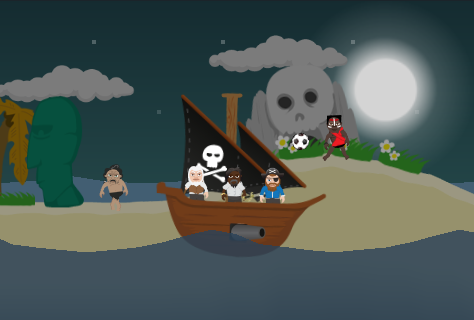
Gameplay uit het spel Plunderland

### Plunderland
Plunderland is het tweede spel van Johnny Two Shoes voor de iPhone. Het concept is vrijwel hetzelfde als dat van Pirates Of JTS, maar in Plunderland is er een verhaallijn ingevoerd, wat in Pirates Of JTS niet aanwezig is. Het spel is uitgebracht in juli 2010.

## Trivia
- Maxwell Scott-Slade werd uitgenodigd door The Independent Games Developers's Association om te komen praten over hoe de media van elkaar kunnen leren door samen te werken.[5]
- In Banana Dash 4 bestuurt de speler een gele onderzeeër, wat verwijst naar Yellow Submarine, een lied van The Beatles.